# Palaiókastro (ort i Grekland, Nordegeiska öarna)
Palaiókastro (Palaiokastro) är en ort i Grekland.   Den ligger i prefekturen Nomós Sámou och regionen Nordegeiska öarna, i den östra delen av landet, 290 km öster om huvudstaden Aten. Palaiókastro ligger 157 meter över havet och antalet invånare är 502. Den ligger på ön Samos.
Terrängen runt Palaiókastro är lite kuperad. Havet är nära Palaiókastro åt nordost.Runt Palaiókastro är det ganska tätbefolkat, med 124 invånare per kvadratkilometer. Närmaste större samhälle är Vathy, 2,0 km nordväst om Palaiókastro. 